# Bimota SB4
La SB4 est un modèle de motocyclette construit par la firme italienne Bimota.
La SB4 apparaît au salon de Bologne de 1982 et reste au catalogue jusqu'en 1984. Elle est immédiatement déclinée en une SB4s, avec un carénage intégral. 
Son esthétique comme sa conception sont l'œuvre du designer italien et dirigeant de Bimota, Massimo Tamburini.
Le moteur à quatre cylindres en ligne est emprunté à la Suzuki 1100 Katana. Il développe 111 chevaux à 8 500 tr/min pour 87 N m. Comme sur toutes les Bimota de l'époque, le cadre  est un treillis tubulaire. Le poids est ramené à 184 kg.
L'ensemble réservoir-selle-coque arrière est d'un seul morceau. Le réservoir, d'une capacité de 22 litres, est très long et très plat, pour pouvoir se coucher dessus et améliorer l'aérodynamique.
La bulle n'est pas très haute, mais elle est large et offre une protection acceptable au pilote.
Le confort est spartiate, la selle est recouverte d'une fine couche de mousse et les suspensions sont dures.
Un petit tableau de bord est simple et possède le strict nécessaire. On y trouve un indicateur de vitesse, un compte-tours, un compteur kilométrique et un compteur journalier. Il possède également une représentation de la moto avec des témoins qui s'allument, permettant de déceler tout dysfonctionnement.
Les tés de fourche sont en aluminium taillé dans la masse.
Le freinage est assuré par des étriers Brembo série Or à deux pistons, pinçant trois disques flottants de 280 mm de diamètre. Il est jugé bon pour peu que les durits en caoutchouc d'origine soient remplacées par des modèles renforcés.
La fourche télescopique est fabriquée par Ceriani et l'amortisseur arrière provient du catalogue De Carbon.
La plupart des modèles sortis des chaînes sont gris ou blanc avec des bandes rouges qui courent sur les flancs de carénage, le garde-boue avant, le réservoir et la coque arrière. On dénombre 75 blanches, 153 blanc perle et 38 grises. 6 exemplaires sont sortis en rouge avec des bandes bleu foncé.
Bimota a néanmoins présenté au public du salon du deux-roues de Milan en 1983 un modèle arborant une robe plus tape-à-l'œil, représentant une jungle, exécutée par le pilote Graziano Rossi, père de Valentino. Cette décoration permettait d'attirer le public vers une machine qui utilisait une technique moins visible au premier coup d'œil. Elle était la première moto de route à recevoir des pneus à carcasse radiale.
Le prix est à la hauteur de sa qualité de fabrication et de ses capacités sportives, puisqu'elle s'échangeait à sa sortie contre 107 600 francs, soit un peu plus de 16 400 €. 
La SB4 était disponible en kit à monter par l'acheteur ou livrée montée. L'usine a fabriqué 82 kits de SB4 et 72 kits de SB4s. Elle a livré 84 SB4 et 34 SB4s montées.